# 273
El año 273 (CCLXXIII) fue un año común comenzado en miércoles del calendario juliano, en vigor en aquella fecha.
En el Imperio romano el año fue nombrado como el del consulado de Tácito y Placidiano o, menos comúnmente, como el 1026 Ab urbe condita, siendo su denominación como 273 posterior, de la Edad Media, al establecerse el Anno Domini.

## Acontecimientos
- La recién reconquistada Palmira vuelve a rebelarse contra el emperador romano Aureliano. Esta vez, Aureliano destruye sin piedad la ciudad, que nunca más volvió a ser importante.
- Aureliano toma por asalto Egipto, que también se había rebelado. En el curso de esta guerra, la biblioteca de Alejandría (si es que seguía en pie) fue probablemente destruida por las tropas romanas.
- Aureliano recibe los títulos Parthicus Maximus (victorioso en Partia) y Restitutor Orientis (Restaurador de Oriente).  [1]

## Fallecimientos
- Ormuz I, rey del Imperio sasánida.